# Adidas International 2000
Das Adidas International 2000 waren ein Tennisturnier der WTA Tour 2000 für Damen sowie ein Tennisturnier der ATP Tour 2000 für Herren, welche zeitgleich vom 7. bis zum 15. Januar 2000 in Sydney stattfanden.